# 슈바나우섬
슈바나우섬(Schwanau)은 스위스 중부의 슈비츠주에 위치한 라우에르츠 호수에 있는 섬이다. 그것은 폐허가 된 성, 슈바나우 성터는 예배당 및 레스토랑으로 점유되어 있다. 행정적으로 이 섬은 라우에르츠 시정촌 내에 있지만 슈비츠주의 소유이다.
섬은 호수 남쪽 해안에서 약 125m 떨어진 곳에 있으며, 호숫가 마을인 라우에르츠와 가깝다. 가장 높은 지점은 일반 호수 높이보다 22m 또는 해발 469m이다. 그것은 라우에르츠 호수에 있는 두 개의 섬 중 가장 큰 섬이다. (다른 하나는 로겐부르크)
섬은 인근 해안에서 공공 여객선으로 접근할 수 있다. 거동이 불편한 사람들은 특별히 개조된 보트와 성, 예배당, 레스토랑이 있는 테라스 층까지 경사진 엘리베이터를 이용하여 접근할 수 있다.

## 역사
섬에 대한 점령의 흔적은 기원전 1200년경으로 거슬러 올라간다. 성에 관한 문서적 증거는 거의 없지만 12세기 말에 지어졌으며 13세기 중반에 화재로 인해 파괴된 것으로 추정된다.
17세기와 18세기를 포함하여 다양한 시기에 은둔자들이 점거한 것으로 알려진 섬이다. 1684년에 섬에 예배당이 세워졌으나, 1806년 골다우 산사태에 뒤이은 쓰나미로 인해 파괴되었다. 1808년에 슈비츠에 있는 교회 평의회는 루드비히 아우프 데어 마우르(Ludwig Auf der Maur) 장군이 예배당을 재건한다는 조건으로 섬을 팔았다. 이 섬은 1967년까지 슈비츠주에서 매입할 때까지 장군의 후손이 소유하고 있었다. 2009년에 완전히 개조되었다.

## 갤러리

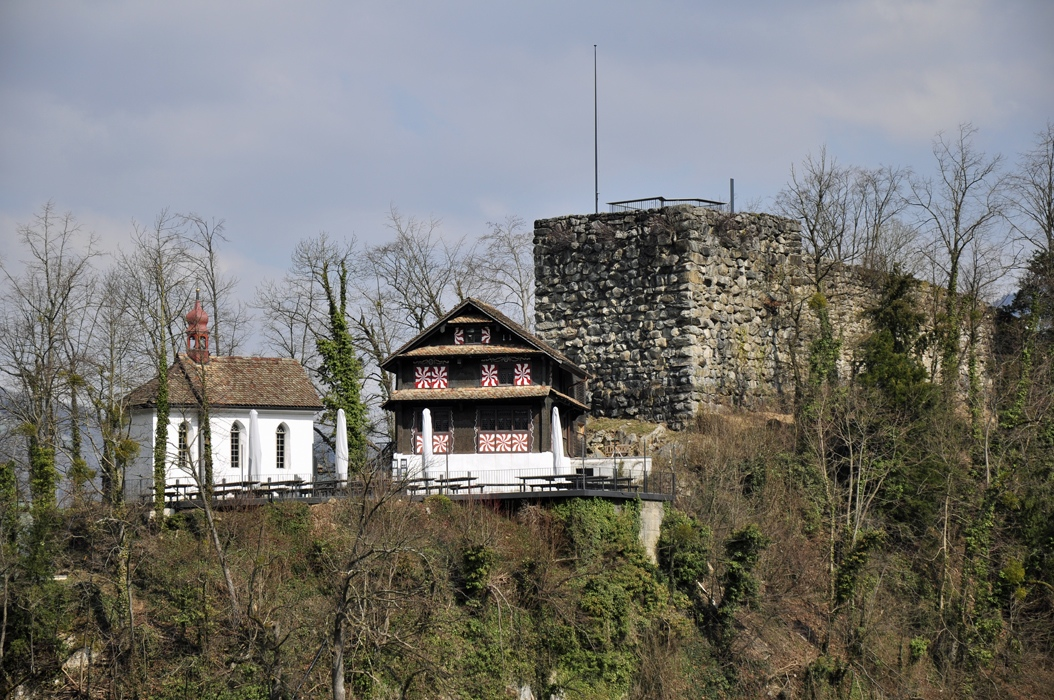
예배당, 여관, 성토가 있는 슈바나우섬
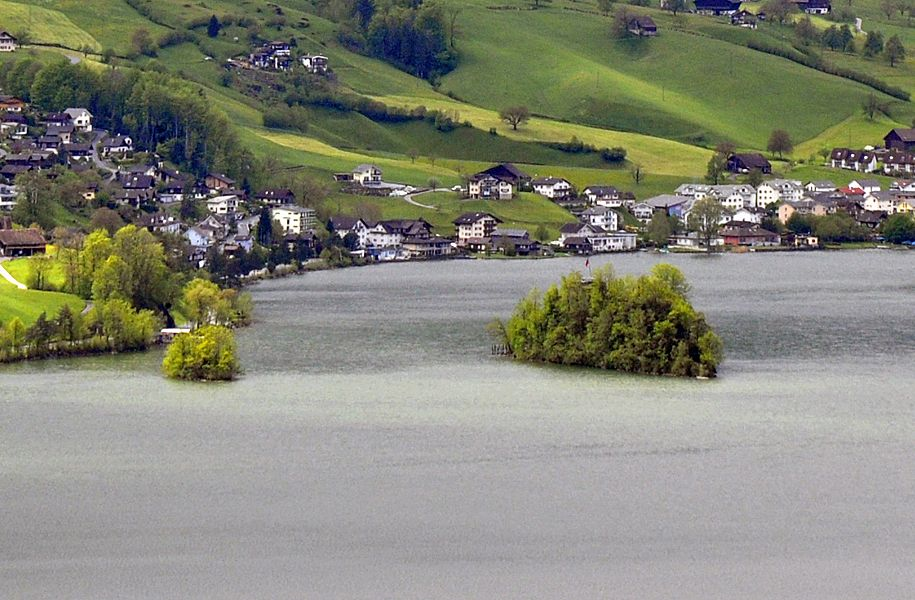
라우에르츠 호수의 슈바나우섬